# يوهانس هندريك كرامرز
يوهانس هندريك كرامرز (26 فبراير 1891 في روتردام - 17 ديسمبر 1951 في أوجستجيست) باحث ومؤلف هولندي مختص في الدراسات الإسلامية.

## روابط خارجية
- موقع جامعة ليدن